# Bhupal Singh
Bhupal Singh (Udaipur, 1884 – Udaipur, 4 luglio 1955) fu maharana di Mewar dal 1930 al 1948 e Rajpramukh del Rajasthan dal 1948 alla sua morte nel 1955.

## Biografia
Singh nacque nel 1884, un anno prima che suo padre Fateh Singh ascendesse al trono di Mewar e Udaipur come maharana. Il 28 luglio 1921, dopo alcuni scioperi nel Mewar, suo padre venne formalmente deposto, pur mantenendo i propri titoli, anche se il potere passò effettivamente nelle mani di Bhupal che era anche suo erede. Quest'ultimo ottenne pieni poteri a partire dal 1930 quando suo padre morì.
Dopo l'indipendenza dell'India nel 1947, Singh fu uno dei primi principi indiani a siglare l'istrumento di accesso al nuovo Dominion dell'India ed il 18 aprile 1948 egli divenne Rajpramukh del Rajasthan, succedendo a Sir Bhim Singh, maharaja di Kotah. Con effetto a partire dal 1 aprile 1949 il suo titolo venne elevato a  Maha Rajpramukh. Il 15 ottobre 1946 aveva inoltre ottenuto il titolo di maggiore generale dell'esercito indiano, titolo che gli venne consentito di mantenere, oltre a quello di colonnello onorario degli Indian Grenadiers dal 1 giugno 1954.
Uno dei suoi palazzi fu Jag Niwas, situato su un'isola di Lake Pichola, che compare in molti film come ad esempio l'episodio Octopussy della serie James Bond (1983).
Venne succeduto dal suo figlio adottivo Shri Bhagwat Singh, come capo titolare della dinastia di Mewar.